# مانو بيرتن
مانو بيرتن (بالفرنسية: Emmanuel Bertin)‏ هو ركوب الأمواج ‏ فرنسي، ولد في 19 مارس 1963 في تولون في فرنسا.